# Стрельба из лука на летних Олимпийских играх 1900
Соревнования по стрельбе из лука на II летних Олимпийских играх прошли с 27 мая по 14 августа. Всего участвовали 153 спортсмена из 3 стран, но имена 136 из них неизвестны. Были разыграны шесть комплектов медалей. Соревнования по различным классам проходили только на этих Играх, и на последующих состязаниях проходили по другим системам.

## Медали

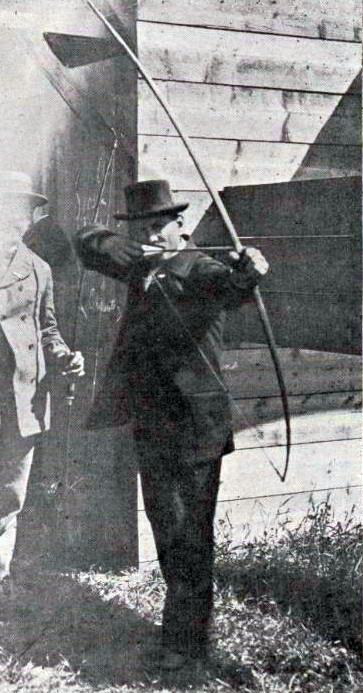
Один из стрелков из лука на Играх

### Общий медальный зачёт
(Жирным выделено самое большое количество медалей в своей категории; принимающая страна также выделена)
| Общее количество медалей |         |        |         |        |       |
| Место                    | Страна  | Золото | Серебро | Бронза | Всего |
| 1                        | Франция | 3      | 5       | 4      | 12    |
| 2                        | Бельгия | 3      | 2       | 1      | 6     |

### Медалисты
| Дисциплина             | Золото                   | Серебро                  | Бронза                      |
| А ля эрш               | Эммануэль Фулон Бельгия  | Эмиль Дрюа Бельгия       | —                           |
| А ля эрш               | Эммануэль Фулон Бельгия  | Огюст Серрюрье Франция   | —                           |
| А ля пирамид           | Эмиль Грюмье Франция     | Огюст Серрюрье Франция   | Луи Глинье Бельгия          |
| Кордон доре, 33 метра  | Хуберт ван Иннис Бельгия | Виктор Тибо Франция      | Шарль Фредерик Пети Франция |
| Кордон доре, 50 метров | Анри Эруэн Франция       | Хуберт ван Иннис Бельгия | Эмиль Фиссо Франция         |
| Шапеле, 33 метра       | Хуберт ван Иннис Бельгия | Виктор Тибо Франция      | Шарль Фредерик Пети Франция |
| Шапеле, 50 метров      | Эжен Мужен Франция       | Анри Эль Франция         | Эмиль Мерсье Франция        |

## Страны
На Играх участвовали спортсмены из трёх стран:
- Бельгия
- Нидерланды
- Франция

Хотя имена нидерландских спортсменов неизвестны, известно только то, что они участвовали в некоторых соревнованиях.